# Герб Орловской области
Герб Орловской области является официальным символом Орловской области Российской Федерации.
Закон «О флаге и гербе Орловской области» был принят областным Советом народных депутатов 26 июля 2002 года.
3 июля 2012 года в закон были внесены изменения, утвердившие настоящее изображение герба Орловской области: щит был дополнен короной и орденской лентой.
Герб области внесён в Государственный геральдический регистр Российской Федерации под регистрационным номером № 1056.

## Описание герба
Устанавливаются три равно допустимые версии воспроизведения герба Орловской области:
- полный герб — герб Орловской области с включением в его композицию земельной золотой короны и ленты ордена Ленина;
- коронованный гербовый щит — герб Орловской области без воспроизведения ленты ордена Ленина;
- гербовый щит — герб Орловской области без воспроизведения земельной золотой короны и ленты ордена Ленина.

Согласно закону «О флаге и гербе Орловской области» геральдическое описание полного герба Орловской области гласит:

Герб Орловской области представляет собой гербовый щит, в лазоревом поле которого на зелёной оконечности — серебряная крепость (в виде трех башен, соединенных стенами; средняя из башен выше и имеет открытые ворота в цвет поля), увенчанная золотым двуглавым орлом под тремя золотыми императорскими коронами, из которых средняя имеет лазоревые ленты; оконечность обременена серебряной раскрытой книгой между двух расходящихся золотых пучков колосьев. Гербовый щит увенчан земельной золотой короной о семи видимых листовидных зубцах и окружен лентой ордена Ленина.

## Описание символики
«В основу создания герба Орловской области положены идеи:
- преемственности, так как первоосновой является герб Орловской губернии;
- строгого соблюдения геральдических норм;
- сохранения „знакового ядра“;
- учёта современных тенденций в развитии геральдики в Российской Федерации.

Герб Орловской области имеет следующие функции:
- юридическую − герб является официальным государственным символом Орловской области;
- репрезентативную − герб является парадным торжественным знаком;
- опознавательную − изображение герба перекликается с названием Орловской области и отражает её историю и хозяйственно-экономические особенности.

Обоснование символики герба Орловской области:
В гербе Орловской области использованы традиционные основные геральдические цвета:
два металла:
- золото (желтый цвет) − символизирует солнце, плодородие, спелый колос орловской нивы;
- серебро (белый цвет) − символизирует чистоту помыслов и духовных устремлений, верность традициям;

две финифти:
- лазурь − символизирует веру, постоянство, благородство;
- зелень − символизирует созидание, вечное обновление жизни, плодородную землю, обильно покрытую плодами трудов человека-земледельца;

В гербе Орловской области использованы символы:
Орел (двуглавый золотой) расположен на центральной башне крепости: с точки зрения опознавательной − связан с названием Орловской области; с точки зрения преемственности − двуглавый золотой императорский орел присутствовал в качестве особого почетного элемента в гербе Орловской губернии 1878 года;
Крепость, с исторической точки зрения, символизирует Орловский край как рубеж из нескольких крепостей (города Орёл, Мценск, Кромы), защищавших Русь от врагов, как щит Родины. В новейшей истории на территории Орловской области происходили судьбоносные сражения гражданской и Великой Отечественной войн. С точки зрения геральдики — крепость символизирует стабильность, надежность, верность долгу перед Отечеством, с точки зрения преемственности — крепость присутствовала в гербе Орловской губернии 1878 года;
Зелёное поле перед крепостью и золотые колосья символизируют Орловскую область как традиционно сельскохозяйственную, с богатыми традициями земледелия и землепользования, как область-кормилицу с добрыми крестьянскими традициями и щедрой народной душой;
Серебряная книга символизирует богатые литературные традиции Орловского края (Тургенев И. С., Лесков Н. С., Фет Л. Л., Бунин И. Д.) и современные достижения в развитии системы высшего и среднего профессионального образования;
Земельная корона указывает на статус Орловской области как субъекта Российской Федерации;
Лента ордена Ленина, которым Орловская область была награждена в 1967 году, показывает заслуги Орловской области.»

## История герба

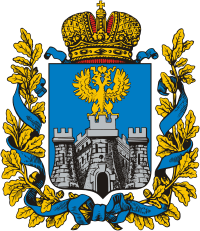
Герб Орловской губернии (1878 год)

Герб Орловской области в 2002—2012 гг.

Первоосновой Герба Орловской области является Герб Орловской губернии Высочайше утверждённый 5 июля 1878 года.
Герб имел следующее описание:«В лазуревом щите, серебряная крепость, с тремя башнями, из которых средняя выше, с открытыми воротами и увенчана золотым Императорским орлом. Щит увенчан Императорскою короною и окружён золотыми дубовыми листьями, соединёнными Андреевскою лентою».
Герб Орловской области, утверждённый в 2002 году долгое время не имел атрибутов герба губернии. Члены геральдического совета обратили на это внимание областной власти и взялись доработать герб. В конце июня 2012 года новый герб был утверждён в окончательной редакции. В герб области были внесены дополнительные элементы, которые, однако, заменили собой исторические — вместо императорской короны над гербом была помещена золотая земельная корона о семи зубцах, а вместо Андреевской ленты с дубовыми листьями место вокруг щита заняла лента ордена Ленина.